# Europese kampioenschappen jachtgeweer 1955
De Europese kampioenschappen jachtgeweer 1955 waren door de Union Internationale de Tir (UIT) georganiseerde kampioenschappen voor schutters in het kleiduifschieten. De eerste editie van de Europese kampioenschappen vond plaats in de Roemeense hoofdstad.

## Resultaten

### Trap
| Onderdeel   | Goud                                                             | Zilver                                                     | Brons                                                             |
| ----------- | ---------------------------------------------------------------- | ---------------------------------------------------------- | ----------------------------------------------------------------- |
| Individueel | Juri Nikandrov                                                   | Ewald Christensen                                          | Nicolai Moguilevski                                               |
| Team        | Juri Nikandrov Nicolai Moguilevski Sergej Kalinjin Wassili Selin | Karoly Kulin-Nagy Sandor Lumniczer Ede Szomjas Jozsef Vary | Roman Feill Kazimierz Popielarski Adam Smelczynski Wandolin Wolny |

### Skeet
| Onderdeel   | Goud           | Zilver         | Brons         |
| ----------- | -------------- | -------------- | ------------- |
| Individueel | Nikolai Durnev | Olle Andersson | Boris Antonov |

1955 · 1956 · 1957 · 1958 · 1959 · 1960 · 1961 · 1962 · 1963 · 1964 · 1965 · 1966 · 1967 · 1968 · 1969 · 1970 · 1971 · 1972 · 1973 · 1974 · 1975 · 1976 · 1977 · 1978 · 1979 · 1980 · 1981 · 1982 · 1983 · 1984 · 1985 · 1986 · 1987 · 1988 · 1989 · 1990 · 1991 · 1992 · 1993 · 1994 · 1995 · 1996 · 1997 · 1998 · 1999 · 2000 · 2001 · 2002 · 2003 · 2004 · 2005 · 2006 · 2007 · 2008 · 2009 · 2010 · 2011 · 2012 · 2013 · 2014 · 2015 · 2016 · 2017 · 2018 · 2019 · 2020 · 2021 · 2022 · 2023 · 2024 ·